# Brownstown (Indiana)
Brownstown es un pueblo ubicado en el condado de Jackson en el estado estadounidense de Indiana. En el Censo de 2010 tenía una población de 2947 habitantes y una densidad poblacional de 713,83 personas por km².

## Geografía
Brownstown se encuentra ubicado en las coordenadas 38°52′44″N 86°2′47″O / 38.87889, -86.04639. Según la Oficina del Censo de los Estados Unidos, Brownstown tiene una superficie total de 4.13 km², de la cual 4.11 km² corresponden a tierra firme y (0.38%) 0.02 km² es agua.

## Demografía
Según el censo de 2010, había 2947 personas residiendo en Brownstown. La densidad de población era de 713,83 hab./km². De los 2947 habitantes, Brownstown estaba compuesto por el 98.3% blancos, el 0.07% eran afroamericanos, el 0.27% eran amerindios, el 0.17% eran asiáticos, el 0.14% eran isleños del Pacífico, el 0.27% eran de otras razas y el 0.78% pertenecían a dos o más razas. Del total de la población el 0.95% eran hispanos o latinos de cualquier raza.